# Врата од утробе
Врата од утробе су роман југословенског књижевника Мирка Ковача, првобитно објављен 1978. у издању загребачке издавачке куће Напријед. Неретко се сматра његовим најбољим романом.
У овом роману-хроници приповеда се о животима становника малог херцеговачког места Л. Хроничарски елементи везани су за ток имплицитног наратора чије испрекидано приповедање обухвата догађаје пре, током и непосредно после Другог светског рата. Иако је приповедач романа, по многим одликама, објективан и неутралан хроничар, он не крије да пише о трагичној судбини своје породице и других ликова које је познавао.
Књижевна критика је роман дочекала похвалама. Награђен је НИН-овом наградом за најбољи роман 1978. године и Наградом Жељезаре Сисак, а потом и наградом Народне библиотеке Србије за најчитанију књигу 1979. године. Књижевни историчари га сматрају једним од важнијих романа првог таласа постмодернизма у југословенској књижевности. Иако су прва издања штампана на српском језику, а роман је уз дозволу аутора објављен 1981. у Нолитовој едицији 50 најбољих српских романа, Мирко Ковач је након сукоба са српским националистима и пресељењем у Ровињ почетком деведесетих, одлучио да стил романа прилагоди хрватском језику, те је касније и штампан у едицијама најбољих хрватских романа.

## Књижевна критика
Хрватски књижевник Миљенко Јерговић је у есеју, где се присећао свог познантства са Ковачем и његовог стваралаштва, истакао: 
| „ | Ковач је хиперреалист, квазидокументарист, произвођач чаролија, велики породични и завичајни писац. Оно што он упетља у “Вратима од утробе” не би распетљао ни најспособнији полицијски истражитељ, ни књижевни аналитичар, текстолог, детектив – ако такви још и постоје у овоме језику – али ништа ту није наметљиво, сувишно ни оптерећујуће. Прича тече онако како тече вријеме. Неравно и скоковито. | ” |

## Филмска адаптација
Ковач је на основу романа написао сценарио за филм „Вечерња звона” који је приказан 1986. Филм је режирао Лордан Зафрановић, а главне улоге су играли Раде Шербеџија, Петар Божовић и Миодраг Кривокапић.